# Pakaraka
Pakaraka es una localidad en la región de Northland, Nueva Zelanda, que se encuentra sobre el cruce las Carreteras Estatales 1 y 10. Históricamente, un pā estaba ubicado en la base o las pendientes de Pouerua, un cono volcánico ubicado cerca de la localidad. El pā fue estudiado durante un proyecto arqueológico de envergadura en los años 1980.
Partes de la Guerra del Mástil fueron luchadas en los alrededores de Pakaraka en 1845. Luego de la Batalla de Ohaeawai el 23 de junio de 1845 las tropas británicas destruyeron el pā de Te Haratua en Pakaraka el 16 de julio de 1845.

## Personas notables de Pakaraka
- Hone Heke, jefe Ngā Puhi, nació en Pakaraka aproximadamente en 1808.[5] En un principio él fue enterrado en secreto en la localidad, pero sus restos han sido trasladados recientemente debido a la posibilidad de desarrollo urbano.
- El misionero Henry Williams se retiró en Pakaraka y construyó una iglesia entre 1850 y 51. La iglesia que hoy en día se encuentra en ese lugar abrió sus puertas en 1873, y fue construid por la esposa y la familia de Williams como un memorial de su vida.[6][7] La iglesia recibió el nombre de Iglesia de la Santa Trinidad (en inglés, Holy Trinity Church), ya que el Domingo de la Trinidad también fue el día en que Henry fue ordenado por el Obispo de Londres, y el Domingo de la Trinidad fue el último día que Henry y Marianne Williams estuvieron en Paihia antes de mudarse a Pakaraka. Vivieron cerca de la iglesia en una casa conocida como "El Retiro", la cual aún se encuentra en pie.[8][9]
- El primer y el tercer hijo del misionero Henry Wiliams, Edward Marsh Williams y Henry Williams trabajaron la tierra aquí.

## Educación
La Escuela Pakaraka es una escuela primaria en el pueblo. 92% de los estudiantes son maoríes.

## Gallery

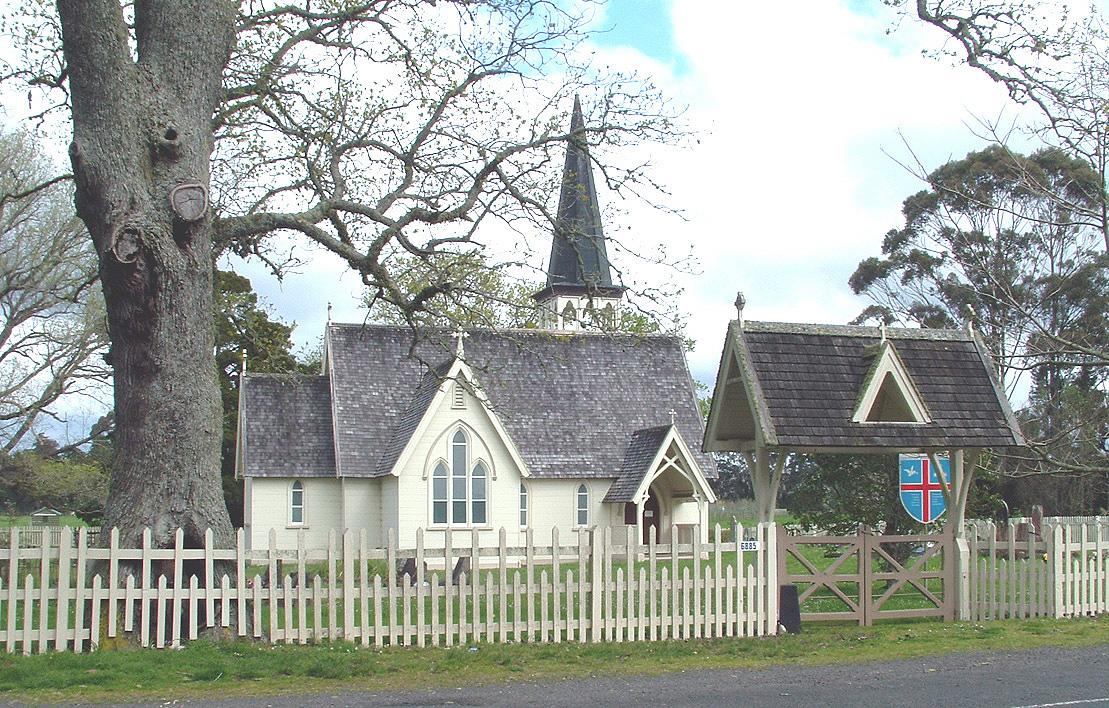
Iglesia de la Santa Trinidad en Pakaraka
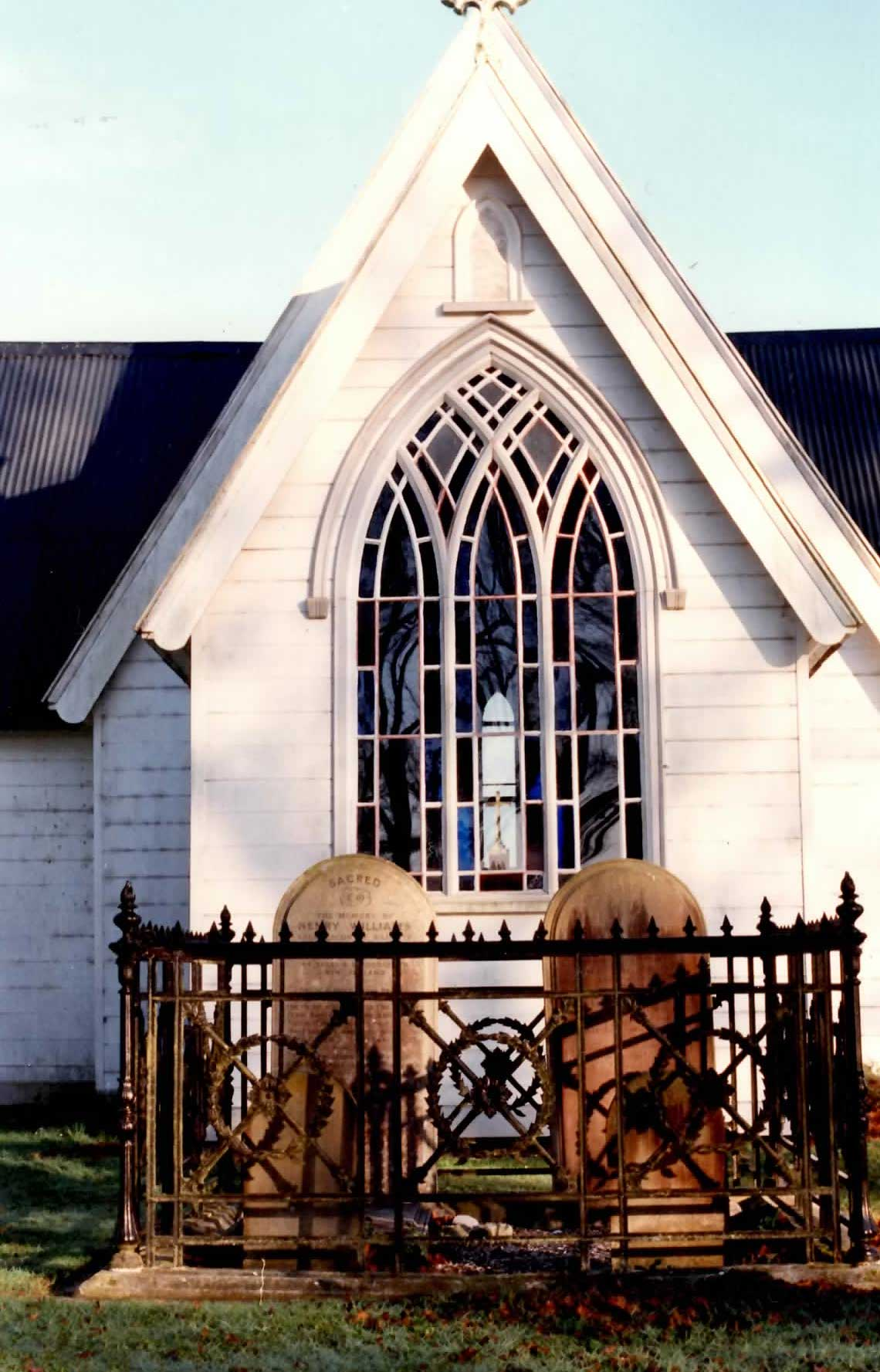
Tumbas de Henry y Marianne Williams, Iglesia de la Santa Trinidad
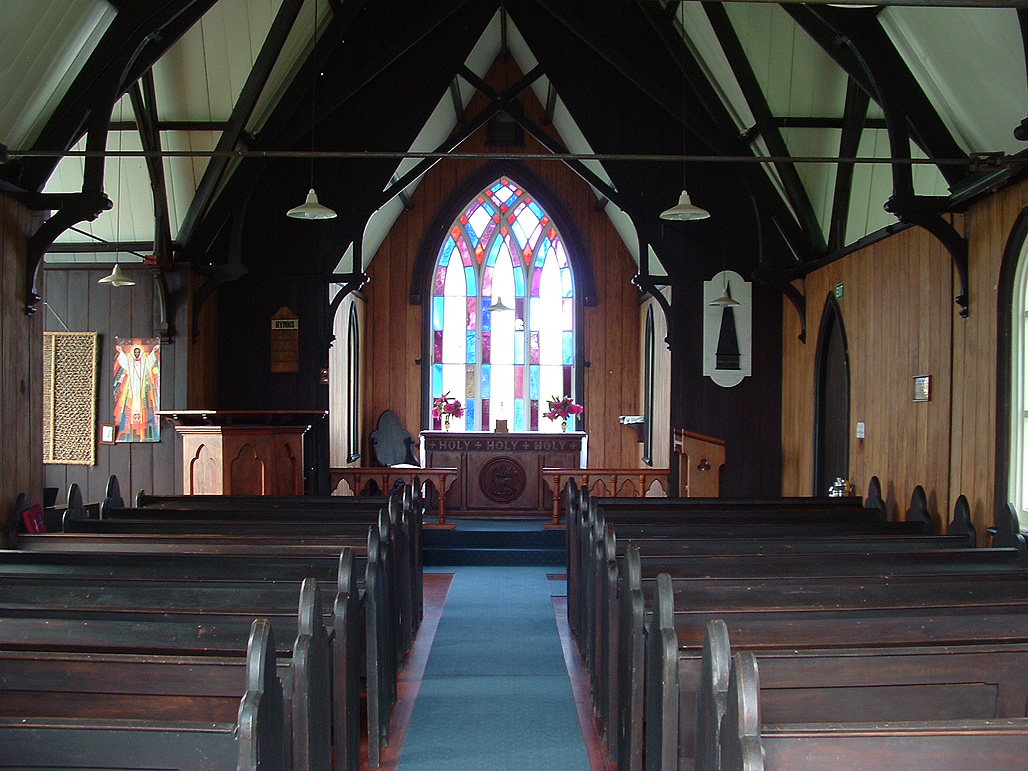
Interior de la Iglesia de la Santa Trinidad
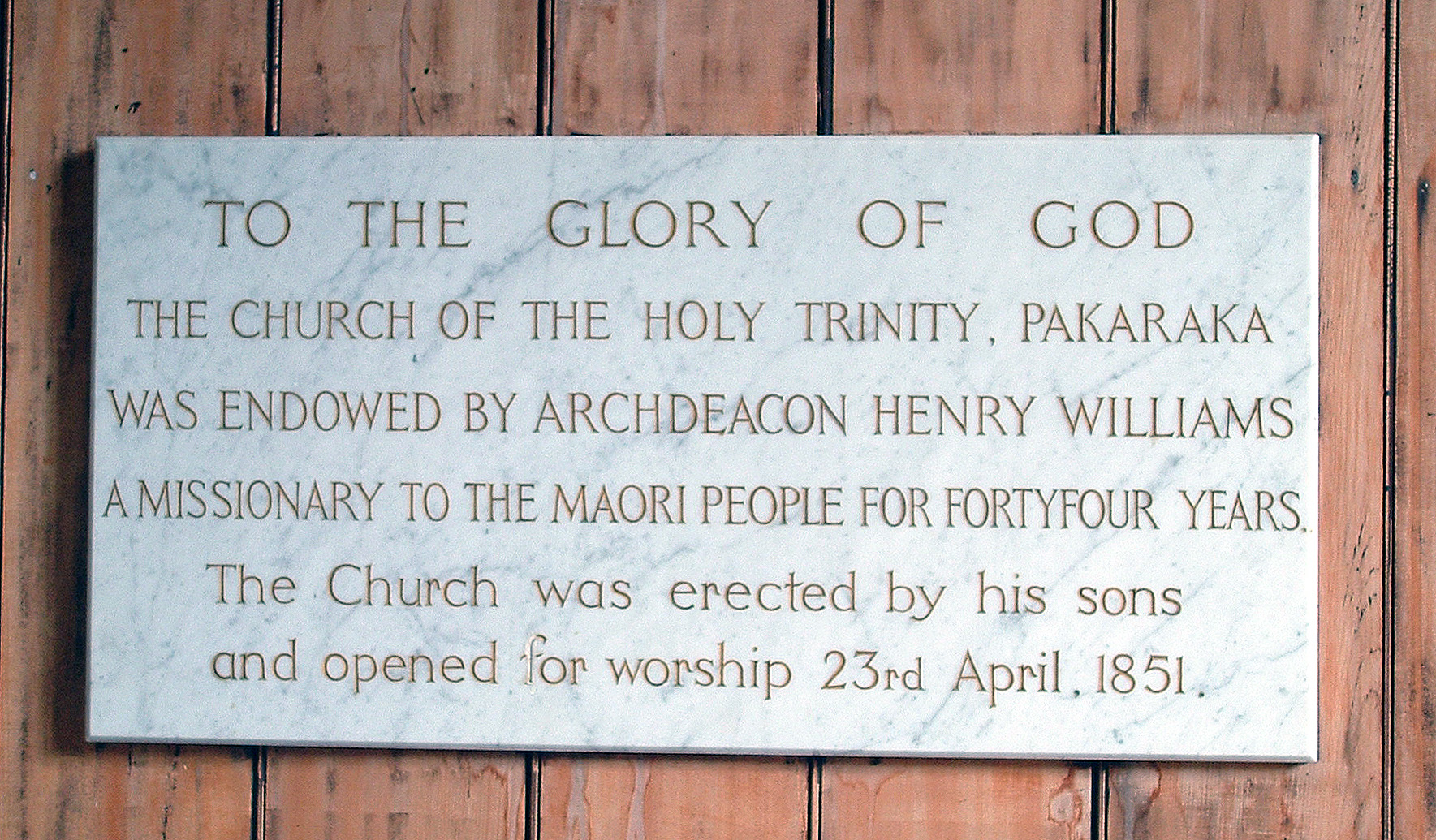
Una placa en la iglesia
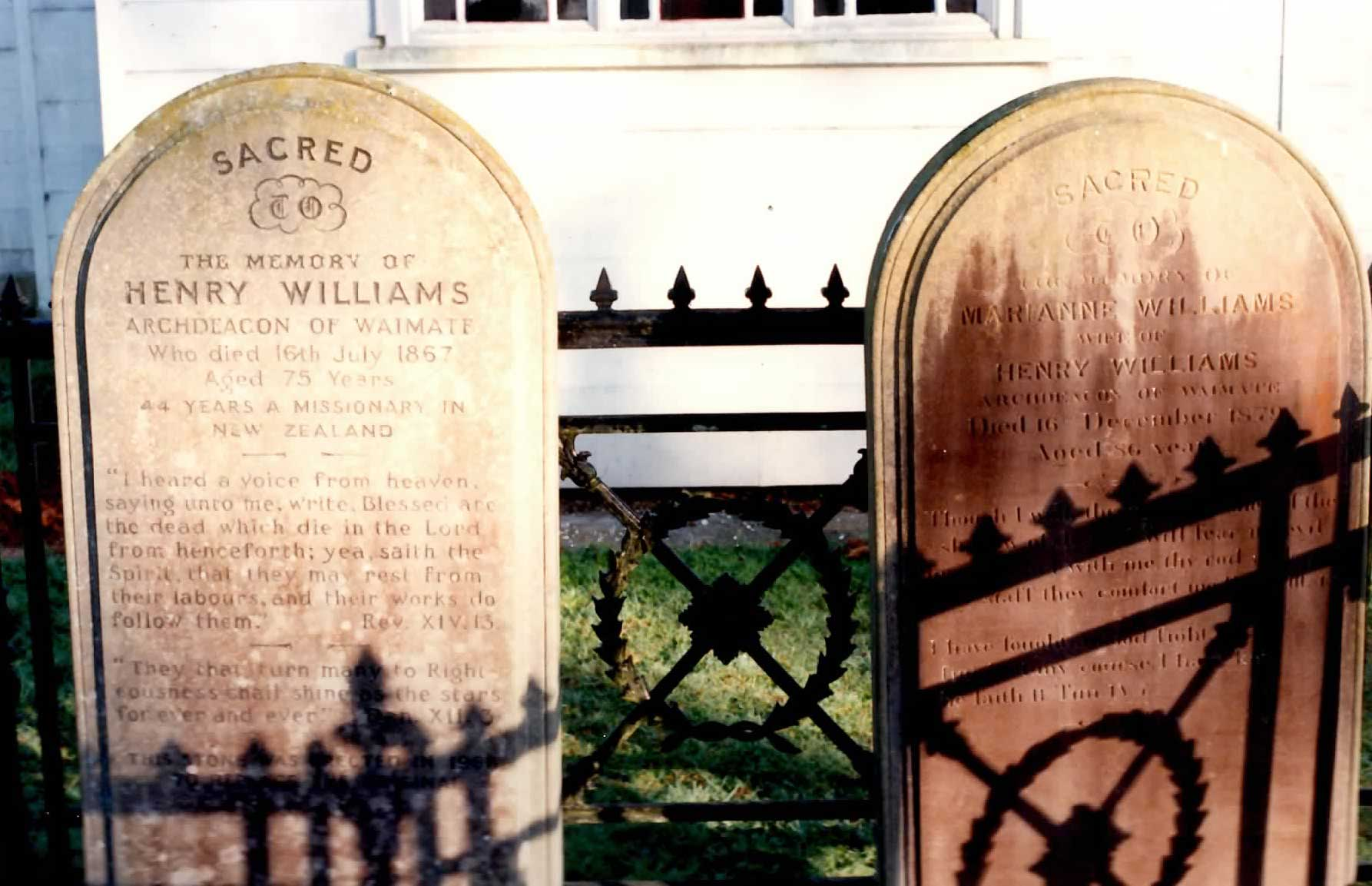
Tumbas de Henry y Marianne Williams